# Hysen Vrioni
Hysen Vrioni, gyakran Hysejn Vrioni (nevének ejtése hysɛn vɾiɔni; Berat, 1881 – Tirana, 1944. október 12.) albán politikus. Amet Zogu politikájának támogatójaként 1921–1922-ben Albánia igazságügyi minisztere volt, 1925–1927-ben, majd 1931–1932-ben pedig a külügyi tárcát vezette.

## Életútja
1881-ben született Berat városában a legnagyobb helyi földbirtokos család sarjaként, Aziz Vrioni (1859–1919) politikus fiaként. Öccse Iliaz Vrioni (1882–1932) később szintén politikus, Albánia többszörös miniszterelnöke lett.
1904-ben szerezte meg oklevelét a konstantinápolyi Mekteb-i Mülkiye közigazgatási főiskolán. 1904-től 1908-ig a nagyvezíri hivatalban dolgozott tanácsosként, 1908-tól 1912-ig pedig Tirana kajmakámja volt. 1912 szeptemberében luroszi alprefektussá nevezték ki, de az egy hónappal később kitört első Balkán-háborúban bevonuló görög csapatok elől Albániába menekült. 1914. február 21-én tagja volt annak az Esat Toptani vezette koronaküldöttségnek, amely az albán trónt felajánlotta a nagyhatalmak által az Albán Fejedelemség uralkodójául kijelölt Wilhelm zu Wied hercegnek.
1920-tól 1939-ig az albán nemzetgyűlés képviselője volt, 1921-től a haladó párti frakció sorait erősítette, 1927-től 1931-ig pedig a nemzetgyűlés alelnöki tisztét is betöltötte. Sylejman Delvina 1920. május 27-én kinevezte kormányának tárcanélküli miniszterévé, egyúttal igazságügyiminiszter-helyettesként is tevékenykedett. Xhafer Ypi 1921. december 24-e és 1922. december 2-a között hivatalban lévő kormányában Vrionit bízták meg az igazságügyi minisztérium vezetésével, majd az ezt követően Amet Zogu vezetésével 1922. december 5-én felállt kabinetben is folytatta a tárca vezetését 1923. május 12-éig. A Zogut a hatalomból félresöprő 1924-es júniusi forradalom győzelme után Vrioni elhagyta az országot, és csak 1924 decemberében tért vissza, miután Zogu restaurálta a hatalmát.
A köztársasági években 1925. október 23-ától 1927. február 10-éig Vrioni irányította a külügyi tárcát. Minisztersége alatt kötötte meg Olaszország és Albánia az első tiranai paktumot, hivatalosan „barátsági és biztonsági államközi szerződést”, amely hosszú távon Albánia olasz gyarmatosításához vezetett. Vrioni aktívan részt vett az egyeztetésekben, majd 1926. november 27-én albán részről ő írta alá az egyezséget. Bernd Jürgen Fischer történészi értékelése szerint Vrioni jelentéktelen, diplomáciai tapasztalattal nem rendelkező, gyenge és felkészületlen politikus volt, aki saját szuverén döntések nélkül vakon követte felettesei utasításait. Ennek ellenére Pandeli Evangjeli 1931. április 20-a és 1932. december 7-e között működő harmadik kormányában ismét lehetőséget kapott a külügyek vezetésére.
A második világháború végóráiban, 1944. október 12-én halt meg Tiranában.